# Groupe d'ESO 507-25
Le groupe d'ESO 507-25 comprend au moins 13 galaxies situées dans la constellation de l'Hydre. La distance moyenne entre ce groupe et la Voie lactée est d'environ 52,6 Mpc (∼172 millions d'al). 

## Membres
Le tableau ci-dessous liste les 13 galaxies du groupe indiquées dans l'article de A.M. Garcia paru en 1993.
| Nom        | Class.         | Type                     | α (J2000.0)   | δ (J2000.0)  | Vitesse radiale (km/s) | m            | Distance (Mpc) | Diamètre (kal) |
| ---------- | -------------- | ------------------------ | ------------- | ------------ | ---------------------- | ------------ | -------------- | -------------- |
| NGC 4831   | SAB0-          | Lenticulaire             | 12h 57m 36.7s | -27° 17′ 32″ | 3320 ± 27              | 12,5         | 53,6 ± 3,8     | 137            |
| IC 3813    | SAB(r)0^+      | Lenticulaire             | 12h 50m 02.3s | -25° 55′ 14″ | 3255 ± 33              | 15,7         | 52,7 ± 3,7     | 91             |
| ESO 507-14 | (R')SB(r)0^0^? | Lenticulaire             | 12h 48m 20.4s | -26° 27′ 52″ | 3336 ± 17              | 12,25 ± 0,09 | 53,9 ± 3,8     | 91             |
| ESO 507-21 | SA0-?          | Lenticulaire             | 12h 50m 28.7s | -26° 50′ 34″ | 3238 ± 18              | 11,94 ± 0,09 | 52,5 ± 3,7     | 183            |
| ESO 507-24 | (R)SB(l)0^0    | Lenticulaire             | 12h 51m 26.7s | -26° 48′ 30″ | 3418 ± 12              | 12,41 ± 0,09 | 55,1 ± 3,9     | 120            |
| ESO 507-25 | SA0-           | Lenticulaire             | 12h 51m 31.8s | -26° 27′ 07″ | 3234 ± 5               | 10,91 ± 0,09 | 52,4 ± 3,7     | 200            |
| ESO 507-26 | IB(s)m         | Irrégulière magellanique | 12h 51m 35.8s | -26° 05′ 24″ | 3126 ± 6               | 16,35        | 50,8 ± 3,6     | 65             |
| ESO 507-27 | S0             | Lenticulaire             | 12h 51m 37.6s | -26° 07′ 03″ | 3199 ± 18              | 12,19 ± 0,09 | 51,9 ± 3,7     | 185            |
| ESO 507-28 | SB0/a?(r)      | Lenticulaire             | 12h 51m 45.8s | -26° 05′ 25″ | 3100 ± 8               | 12,17 ± 0,09 | 50,4 ± 3,6     | 83             |
| ESO 507-29 | SAB(s)d pec    | Spirale intermédiaire    | 12h 51m 59.8s | -26° 37′ 18″ | 3409 ± 4               | 13,80        | 55,0 ± 3,9     | 91             |
| ESO 507-35 | S?             | Spirale                  | 12h 52m 46.2s | -26° 41′ 49″ | 3042 ± 9               | 13,16 ± 0,09 | 49,6 ± 3,5     | 64             |
| ESO 507-42 | S?             | Spirale                  | 12h 53m 36.0s | -26° 17′ 39″ | 3189 ± 39              | 12,03        | 51,7 ± 3,7     | 72             |
| ESO 507-62 | SB(s)b?        | Spirale barrée           | 12h 59m 23.1s | -27° 25′ 38″ | 3362 ± 10              | 11,12 ± 0,05 | 54,2 ± 3,2     | 88             |

Le site DeepskyLog permet de trouver aisément les constellations des galaxies mentionnées dans ce tableau ou si elles ne s'y trouvent pas, l'outil du site constellation permet de le faire à l'aide des coordonnées de la galaxie. Sauf indication contraire, les données proviennent du site NASA/IPAC.